# ليونارد سويت
ليونارد سويت (بالإنجليزية: Leonard Sweet)‏ هو عالم عقيدة أمريكي، ولد في 1961.